# Танкисты (фильм, 1939)
«Танкисты» — советский чёрно-белый полнометражный художественный фильм 1939 года.

## Сюжет
Фильм является псевдо-военной пропагандистской кинокартиной, демонстрирующей возможности советских танков и бронечастей Красной армии, в которой рассматривается лёгкий и победоносный сценарий возможной войны против вероятного противника.
По приказу некоего «верховного правителя» немецкий генерал Бюллер планирует операцию, в ходе которой немцы должны перейти границу, внезапным ударом захватить крупный участок советской территории и уничтожить город Красноармейск. Однако советские танки нарушают эти планы, форсировав реку через непроходимый обрыв и вынудив немцев к капитуляции.

## Актёры
- Александр Кулаков
- Владимир Чобур
- Иван Кузнецов
- Георгий Горбунов
- Михаил Вольский
- Степан Крылов
- Илья Орлов
- Василий Меркурьев
- Дмитрий Дудников